# Ctenomys mendocinus
Туко-туко Мендоси (Ctenomys mendocinus) — вид гризунів родини Тукотукових.

## Поширення
Цей вид зустрічається в Аргентині на східних схилах Анд від провінції Санта-Крус до провінції Мендоса. Відомий висотний діапазон проживання: 460–3400 м над рівнем моря. Живе в сухих і напівсухих трав'янисто-чагарникових місцях проживання із бідними піщаними чи кам'янистими ґрунтами.

## Опис
Маса тіла 145–180 грамів. Середня довжина вагітності 95 днів, народжується в середньому 2.9 дитинчат.